# Raymond Kaelbel
Raymond Kaelbel (Colmar, 1932. január 1. – Strasbourg, 2007. április 17.) francia válogatott labdarúgó, edző.

## Sikerei, díjai

### Klub
- AS Monaco
  - Francia bajnok: 1960–61
  - Francia kupa: 1959–60
  - Francia szuperkupa: 1961
- RC Strasbourg
  - Francia kupa: 1950–51, 1965–66

### Válogatott
- Franciaország
  - Labdarúgó-világbajnokság bronzérmese: 1958